# Bellenod-sur-Seine
Bellenod-sur-Seine és un municipi francès, situat al departament de la Costa d'Or i a la regió de Borgonya - Franc Comtat. L'any 2007 tenia 78 habitants.

## Demografia

### Població
El 2007 la població de fet de Bellenod-sur-Seine era de 78 persones. Hi havia 36 famílies, de les quals 8 eren unipersonals (4 homes vivint sols i 4 dones vivint soles), 16 parelles sense fills i 12 parelles amb fills.
La població ha evolucionat segons el següent gràfic:
Habitants censats

### Habitatges
El 2007 hi havia 47 habitatges, 34 eren l'habitatge principal de la família, 10 eren segones residències i 2 estaven desocupats. 45 eren cases i 2 eren apartaments. Dels 34 habitatges principals, 30 estaven ocupats pels seus propietaris, 3 estaven llogats i ocupats pels llogaters i 1 estava cedit a títol gratuït; 1 tenia dues cambres, 5 en tenien tres, 5 en tenien quatre i 23 en tenien cinc o més. 20 habitatges disposaven pel capbaix d'una plaça de pàrquing. A 16 habitatges hi havia un automòbil i a 16 n'hi havia dos o més.

### Piràmide de població
La piràmide de població per edats i sexe el 2009 era:
| Homes | Edats   | Dones |
| ----- | ------- | ----- |
| 0     | 95 o +  | 0     |
| 0     | 90 a 94 | 0     |
| 0     | 85 a 89 | 0     |
| 4     | 80 a 84 | 0     |
| 0     | 75 a 79 | 8     |
| 0     | 70 a 74 | 4     |
| 0     | 65 a 69 | 0     |
| 4     | 60 a 64 | 4     |
| 4     | 55 a 59 | 8     |
| 8     | 50 a 54 | 4     |
| 0     | 45 a 49 | 0     |
| 4     | 40 a 44 | 4     |
| 0     | 35 a 39 | 0     |
| 0     | 30 a 34 | 0     |
| 0     | 25 a 29 | 0     |
| 0     | 20 a 24 | 0     |
| 0     | 15 a 19 | 0     |
| 4     | 10 a 14 | 0     |
| 0     | 5 a 9   | 0     |
| 0     | 0 a 4   | 0     |

## Economia
El 2007 la població en edat de treballar era de 46 persones, 42 eren actives i 4 eren inactives. De les 42 persones actives 41 estaven ocupades (23 homes i 18 dones) i 1 aturada (1 dona i 1 dona). De les 4 persones inactives 3 estaven estudiant i 1 estava classificada com a «altres inactius».
Activitats econòmiques
Els 2 establiments que hi havia el 2007 eren d'empreses de fabricació d'altres productes industrials.
L'únic servei als particulars que hi havia el 2009 era un taller de reparació d'automòbils i de material agrícola.
L'any 2000 a Bellenod-sur-Seine hi havia 4 explotacions agrícoles que ocupaven un total de 1.240 hectàrees.

## Poblacions més properes
El següent diagrama mostra les poblacions més properes.